# Barthélemy Montagnon
Pour les articles homonymes, voir Montagnon.
Barthélemy Montagnon est un homme politique français né le 19 août 1889 à Saint-Étienne (Loire) et décédé le 2 octobre 1969 à Brioude (Haute-Loire).

## Biographie
Ingénieur, militant SFIO, il est député de la Seine de 1932 à 1936. Lieutenant de Marcel Déat dans la mouvance néo-socialiste, il déclare voir dans le fascisme une forme de socialisme.
Pendant la guerre, il intègre la commission permanente du Rassemblement national populaire. Après la guerre, il devient représentant de commerce dans le secteur de la machine-outil.

## Sources
- « Barthélemy Montagnon », dans le Dictionnaire des parlementaires français (1889-1940), sous la direction de Jean Jolly, PUF, 1960 [détail de l’édition]